# Ammeister

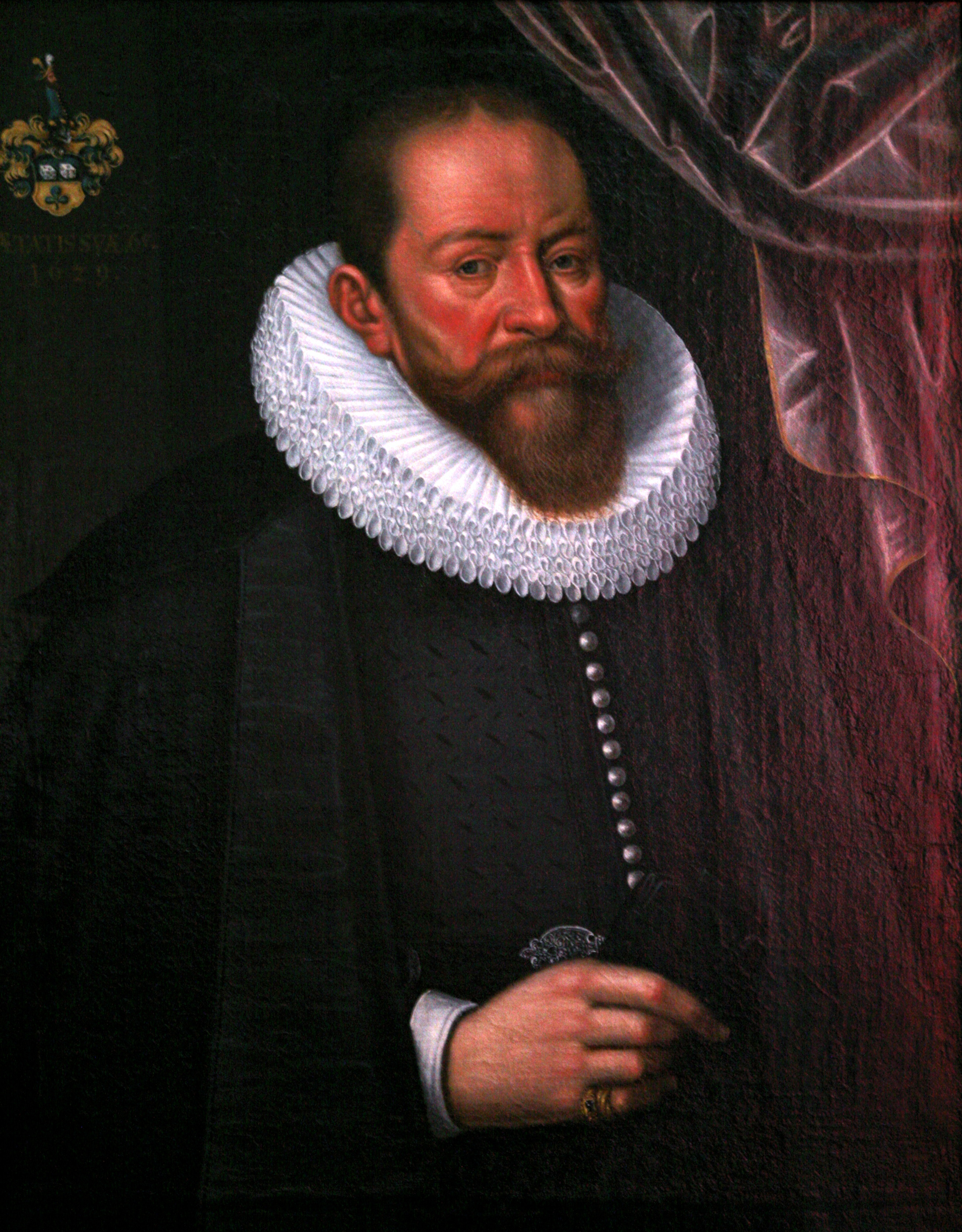
Ammeister der Stadt Straßburg Carl Spielmann

Ammeister oder auch Ammanmeister war ein Amt, das in elsässischen und alemannischen Städten, besonders in Straßburg gebräuchlich war und auf den Begriff ambahtmeister (Amtsmeister) zurückgeht. Ursprünglich wurde der Titel für die gewählten Vorsitzenden der jeweiligen Zünfte benutzt. In Straßburg, später auch in Basel und Zürich war Ammeister die Bezeichnung für ein Amt, das teilweise mit dem heutigen Amt des Bürgermeisters vergleichbar ist, jedoch erfolgte die Wahl durch die Zunftmeister, entsprechend vertraten Ammeister die Interessen der Zünfte. Ammeister übernahmen damit zumindest rudimentär die Aufgabe des heutigen Gemeinderates.
Straßburg wurde vom Jahr 1332 bis zur Französischen Revolution von einem Rat regiert, dessen ein Ammeister, als Vertreter der Zünfte, mit unterschiedlichen Amtszeiten und zwei oder mehr Stettmeister (Stadtmeister) vorsaßen.
In Basel gab es das Amt des Ammeisters 1385 bis 1390 und 1410 bis 1417 nach dem Straßburger Vorbild, als drittes Haupt des Rates, zur "Kontrolle des pro-österreichischen Bürgermeisters". Der Ammeister stand dem Kleinen Rat vor.